# Hemileuca tricolor
Hemileuca tricolor är en fjärilsart som beskrevs av Alpheus Spring Packard 1872. Hemileuca tricolor ingår i släktet Hemileuca och familjen påfågelsspinnare. Inga underarter finns listade i Catalogue of Life.